# Humberto López Morales
Humberto López Morales (La Habana, 2 de diciembre de 1936) es un romanista, lingüista, sociolingüista, dialectólogo, lexicógrafo, hispanista y pedagogo de origen cubano y nacionalidad española y estadounidense. Fue secretario general de la Asociación de Academias de la Lengua Española (ASALE) entre 1994 y 2015.

## Biografía
En 1958, se licenció en Lingüística en la Universidad de La Habana y en 1960 en Filología Románica en la Universidad Complutense de Madrid, donde más tarde se doctoró  con Rafael Lapesa (1962). Enseñó luego dos años en la Universidad de New Hampshire y de 1964 a 1971 en las de Austin y Rice de Texas. De 1971 a 1973 fue profesor en la Universidad de Puerto Rico en Río Piedras y desde 1973 a 2000, catedrático de Lingüística; actualmente es profesor emérito de esta universidad. Tras su jubilación se instaló en Madrid, desde donde se desempeñó como Secretario General de la Asociación de Academias de la Lengua Española entre 1994 y 2015, con sede en la Real Academia Española. Ha escrito unos cincuenta libros, la mayoría sobre sociolingüística, lexicografía, dialectología, lingüística, pedagogía de la lengua española; también ha editado a clásicos del teatro de los Siglos de Oro: Fernando de Rojas, Juan del Enzina, Bartolomé Torres Naharro y diversos dramaturgos menores del siglo XVII.
Es presidente honorario de la Asociación de Lingüística y Filología de América Latina, Presidente de la Sociedad Lingüística del Caribe Hispánico y Presidente de Honor de la Asociación de Historia de la Lengua Española. Es Miembro de la Comisión Asesora del Departamento de Español Urgente de la Agencia EFE. Ha sido Asesor del Ministerio de Educación y Cultura de la República Argentina, y es investigador asociado de la Universidad de Tokio, miembro del Patronato del Instituto Cervantes y de su Consejo de Administración, del de la Fundación San Millán de la Cogolla, y miembro del Consejo de la Fundación Duques de Soria.
Ha sido profesor visitante de varias universidades europeas (Groninga, Lovaina, Bielefeld, Gotenburgo, Turku (Finlandia), Bergen (Noruega), Salamanca, Alcalá de Henares, Sevilla, Las Palmas de Gran Canaria, etc.) e hispanoamericanas (Pontificia Madre y Maestra, Concepción, Bahía Blanca, Tucumán, Rosario, Nacional Autónoma de México, Pontificia Universidad Católica de Chile, Instituto Caro y Cuervo de Bogotá, Universidad de Chile, etc).
Sus principales líneas de investigación son la sociolingüística y la lexicografía, tanto teórica como aplicada, aunque también se ha dedicado a la lingüística general y a la dialectología hispanoamericana. Ha escrito 54 libros, publicados en los Estados Unidos, México, la República Dominicana, Puerto Rico, y principalmente en editoriales españolas, ha sido editor de seis volúmenes de actas de congresos y simposia, y publicado más de 240 artículos, aparecidos en revistas científicas europeas y americanas.
Entre sus múltiples aportes a la lingüística hispánica, destacan sus trabajos lexicoestadísticos, especialmente los centrados en riqueza léxica y disponibilidad léxica, de los que es precursor en español. A su labor pionera como investigador, se suma su carácter de Director y Coordinador del Proyecto Panhispánico de Léxico Disponible, en el marco del cual se han generado numerosas investigaciones en todo el mundo hispano.
Es miembro del Consejo Asesor de revistas lingüísticas de Europa y de las dos Américas: Revista de Filología Española (Madrid), Hispanic Linguistics (Pittsburg-Albuquerque), Anuario de Lingüística Hispánica (Valladolid), Boletín de Filología (Santiago de Chile), Revista de Lingüística Teórica y Aplicada (Concepción, Chile), Lingüística Española Actual (Madrid), Pragmalingüística (Cádiz), Documentos del Español Actual (Turku, Finlandia), Spanish in Context (Nueva York), etc. 

## Premios y distinciones
Es académico de número de la Academia Puertorriqueña de la Lengua Española y correspondiente de la Real Academia Española y de las Academias de la Lengua Chilena, Colombiana, Salvadoreña, Norteamericana, Paraguaya, Filipina y Dominicana; también de la Nacional de Letras del Uruguay, de la Argentina de Letras y de la Argentina de la Historia. Es miembro ilustre de la Academia Chilena de la Lengua y académico honorario de la Nicaragüense, de la Guatemalteca y de la Panameña. Fue Director de la Escuela de Lexicografía Hispánica de la Asociación de Academias de la Lengua Española.
Ha sido honrado con múltiples condecoraciones, entre ellas, la Orden Heráldica de Cristóbal Colón, de la República Dominicana, la de José Cecilio del Valle, de la República de Honduras, la Orden Civil de Alfonso X el Sabio, de España, y Gran Cruz de la Orden del Libertador de Esclavos José Simón Cañas, de El Salvador. Ha recibido la Medalla de Oro de la Universidad de Costa Rica. Es doctor honoris causa por las Universidades de Valladolid, Alicante, Alcalá, Almería, Salamanca, Las Palmas de Gran Canaria, Universidad de Costa Rica, Universidad Nacional Mayor de San Marcos de Lima, Universidad de Lérida, Universidad de Sevilla, Universidad de Chile, Universidad Nacional Autónoma de Nicaragua (León), Universidad de Tucumán (Argentina), Universidad Autónoma de Santo Domingo, Primada de América, la Universidad Nacional de Educación a Distancia (UNED),  la Universidad de Panamá, la Universidad de Valencia, la Universidad de Heidelberg (Alemania) y la Universidad de Cádiz. En 2005, se le otorgó la nacionalidad española por gracia. En 2010 obtuvo el Premio Internacional de Ensayo Isabel Polanco por su ensayo La andadura del español por el mundo  (Taurus). En 2012 recibió el Premio Herencia de la Fundación Herencia Cultural Cubana .

## Homenajes
A lo largo de su trayectoria, Humberto López Morales se ha hecho acreedor de diferentes homenajes. Entre ellos se cuentan los siguientes:

### Publicaciones
1992  Homenaje a Humberto López Morales, ed. coordinada por M. Vaquero y A. Morales, Madrid: Arco/Libros.
2003  Lengua, variación y contexto. Estudios dedicados a Humberto López Morales, ed. coordinada por F. Moreno, F. Gimeno, J.A. Samper, M. L. Gutiérrez Araus, M. Vaquero y C. Hernández Alonso, 2 vols. Madrid: Universidad de Alcalá, Universidad de Alicante, Universidad de Las Palmas de Gran Canaria, Universidad Nacional de Educación a Distancia de Madrid, Universidad de Puerto Rico y Universidad de Valladolid. Madrid:Arco/Libros.
2009  Estudios de Lengua Española: Descripción, Variación y Uso. Homenaje a Humberto López Morales, ed. por María Victoria Camacho Taboada, José Javier Rodríguez Toro, y Juana Santana Marrero. Madrid: Iberoamericana/Vervuert.

### Cursos, congresos y simposios
2007  Curso Superior de Estudios Hispánicos. Homenaje a Humberto López Morales, 2-4 de octubre de 2006, Sevilla: Universidad de Sevilla.
2008   Segundo Congreso de Lingüística Aplicada a la Enseñanza del Español, dedicado al Profesor Humberto López Morales, College Board y Pontificia Universidad Católica de Ponce, Ponce, Puerto Rico.
2018 Conferencia "De donde crece la palma, lengua española y poesía cubana". Homenaje a Humberto López Morales. Observatorio de la lengua española y las culturas hispánicas en los Estados Unidos, Instituto Cervantes, Universidad de Harvard, 6 de diciembre de 2018.
2023 III Congreso de la ANLE. Homenaje a Humberto López Morales, 18-21 de mayo de 2023, Coral Gables, Florida.
2024 Simposio internacional La lengua española en el mundo: homenaje a Humberto López Morales, organizado por la Academia Chilena de la Lengua, la Universidad de Chile y la Pontificia Universidad Católica de Chile, con la colaboración del Observatorio Global del Español del Instituto Cervantes, el Heidelberg Center for Ibero-American Studies y el Heidelberg Center para América Latina de la Universidad de Heidelberg, la Embajada de España en Chile y el Centro Cultural de España en Santiago. Realizado el 10 de julio de 2024 en Santiago de Chile.   

## Obra
- Ed. de Poesía cubana contemporánea; ensayo de antología, Cádiz: Colección Arrecife, 1963; 2.ª ed. New York: Las Américas Publishing C.º 1968
- Ed. de Juan del Enzina, Églogas Madrid: Escelicer, 1965. 2.ª edición, Églogas completas Madrid: Escelicer, 1970
- Ed. de Tres comedias de Torres Naharro: Soldadesca, Ymenea, Aquilana, New York: Las Américas Publishing C.º 1967.
- Tradición y creación en los orígenes del teatro castellano, Madrid: Ediciones Alcalá, 1968.
- Estudios sobre el español de Cuba (Nueva York, 1971)
- Introducción a la lingüística generativa (Madrid, 1974)
- Historia de la Literatura Medieval Española, v. I Madrid: Hispanova de Ediciones, 1974.
- Dramaturgos menores del siglo XVII Madrid: Editorial La Muralla, S. A., 1975.
- Ed. de Fernando de Rojas, La Celestina Madrid: Cupsa Editorial, 1976, 8 reediciones.
- Dialectología y Sociolingüística. Temas puertorriqueños, (Madrid, 1979)
- Español Básico, Madrid: Editorial Playor, 1979, 3 v.
- Estratificación social del español de Puerto Rico (México, 1983)
- Ed. de Comedias de Bartolomé de Torres Naharro, Madrid: Taurus, 1986.
- Redacción 1 y 2, Río Piedras: Universidad de Puerto Rico, 1988-1990.
- Investigaciones léxicas sobre el español antillano (Santiago de los Caballeros, República Dominicana, 1991)
- El español del Caribe (Madrid, Fundación MAPFRE, 1992)
- Sociolingüística, 3 ediciones (Madrid, Gredos, 1989, 1993, 2004)
- Con Juan López Chávez, Comprensión y redacción del español básico, México, Alhambra / Bachiller, 1989, 3 vols.
- La enseñanza de la lengua materna: lingüística para maestros de español Río Piedras, 1990, 9 ediciones. ISBN 84-401-2034-6
- Con Orlando Alba, Ejercicios de redacción, Santiago de los Caballeros: Impresora Editora Teófilo, 1990.
- Con José Antonio Samper Padilla y Clara Eugenia Hernández Cabrera, Producción y comprensión de textos La Muralla, 1991. ISBN 84-599-3212-5
- Métodos de investigación lingüística (Salamanca, 1994)
- Léxico disponible de Puerto Rico (Madrid, 1998)
- América Central Madrid: Arco Libros S. L., 1999
- Ed. crítica e Introducción de Vocabulario de Puerto Rico de Augusto Malaret, Madrid: Arco/Libros, 1999.
- Los cubanos de Miami. Lengua y sociedad (Miami, 2003)
- La aventura del español en América (Madrid, 1998, 2005)
- La globalización del léxico hispánico (Madrid, 2006).
- Tendencias actuales del léxico hispánico: diferenciación frente a globalización Cuenca: Centro de Profesores y Recursos de Cuenca, 2003. ISBN 84-95964-20-1
- Las antillas Madrid: Arco Libros, S.L.. ISBN 84-7635-152-6
- Coord. de la Enciclopedia del español en los Estados Unidos (Madrid, 2008)
- Coord. del Diccionario de Americanismos (Madrid, 2010)
- La andadura del español por el mundo, Premio Internacional de Ensayo ‘Isabel Polanco’, México-Madrid: Taurus, 2011.
- Estudios sobre el español de América, Valencia: Aduana Vieja Editoria, 2013.